# 흑로회
흑로회(黑勞會)는 1923년 일제강점기 경성부(서울)에서 조직되었던 아나키즘 운동단체이다. 독립운동가이자 아나키스트인 박렬이 일본에서 조선으로 일시 귀국하여 1923년 2월 이강하(李康夏) 등과 함께 조직하였는데, 그 뒤 박렬은 동경으로 돌아갔다. 경성부 천도교 강당에서 강연회를 개최하고 무정부주의를 선전하였는데 경찰의 습격으로 중단되었고, 그 뒤 이강하는 대전 감옥에서 옥사하였다. 국내에서는 처음 조직된 아나키스트 단체이다.